# 프레쇼우
프레쇼우(슬로바키아어: Prešov [ˈpreʂɔw], 독일어: Eperies 에페리스[*]·Preschau 프레샤우[*], 헝가리어: Eperjes 에페리에시[*], 루신어: Пряшів / Priashiv)는 슬로바키아 동부에 위치한 도시로, 프레쇼우 주의 주도이며 면적은 70.40km2, 높이는 250m, 인구는 91,650명(2006년 기준), 인구 밀도는 1,302명/km2이다.
슬로바키아에서 3번째로 큰 도시이며 바로크와 로코코, 고딕 건축 양식으로 지어진 건물이 남아 있다. 시의 대표 산업으로는 기계와 전자 제품, 의류 산업이 있으며 슬로바키아에서 하나 밖에 없는 암염 제조 회사인 솔리바리(Solivary)가 있다.

## 역사
현재의 프레쇼우에 최초로 사람이 거주한 시기는 구석기 시대로 거슬러 올라간다. 오래된 석기와 매머드의 뼈는 약 28,000년 전의 것으로 추정된다. 슬라브인이 이 지역으로 이주한 시기는 4세기~5세기이다.
11세기 말부터 헝가리 왕국의 지배를 받았고 헝가리인 병사들이 이 곳으로 이주했다. 13세기 독일인 대다수가 스피시(Spiš) 지방에서 이 지역으로 이주했다.
프레쇼우가 문헌에 최초로 등장한 시기는 1247년이다. 1299년 헝가리 왕국의 국왕 언드라시 3세로부터 자치권을 부여받았고 1374년 제국 자유 도시가 되면서 공예와 무역의 급속된 발전을 이끌어 냈다. 15세기 바르데요우, 레보차, 코시체, 사비노우와 함께 중세 도시 동맹을 결성했다.
프레쇼우의 학교에 관한 기록이 처음 등장한 시기는 1429년이다. 1572년 솔리바르(Solivar, 당시에는 교외에 있던 마을이었으며 현재는 시의 일부)에서 암염 채굴이 시작되었고 1647년 샤리시(Šariš) 지방의 도시가 되었다.
1667년 이 곳에 거주하던 루터교 신도들이 중요한 복음 루터교 학교를 건설했다. 1687년 저명한 시민과 귀족 24명이 퇴쾨이 임레(Thököly Imre)의 반란에 가담했다는 이유로 처형되었다.
18세기 초반 흑사병 유행과 대화재로 도시 인구가 2,000명 수준으로 감소했지만 18세기 후반부터 재건되었다. 공예와 무역 또한 발전했고 새로운 공장도 들어섰다. 1752년 솔리바르 암염 광산이 홍수에 휩쓸린 뒤부터 소금물을 비등시켜 소금을 제조하게 되었다.
1870년 코시체에서 프레쇼우를 연결하는 철도 노선이 건설되었으며 이 노선은 프레쇼우 최초의 철도 노선이 되었다. 19세기 말 전기와 전화, 전신, 하수처리 시설이 들어섰지만 1887년 대화재로 인해 도시 대부분이 불에 탔다. 이후 슬로바키아 소비에트 공화국의 수도가 되었다가 슬로바키아 소비에트 공화국이 멸망하자. 1918년 신생 독립국인 체코슬로바키아의 일부가 되었다. 제2차 세계 대전 이전에는 제1차 빈 중재로 인해 코시체 인근에 있던 마을이 다시 헝가리에 편입되었고 이 때부터 많은 기관이 코시체에서 프레쇼우로 이전했다. 1944년 슬로바키아 프로 극장이 건설되었다.
1948년 공산주의 시대부터 산업 도시가 되었다. 1950년 당시만 해도 도시 인구는 28,000명에 불과했지만 1970년에는 52,000명, 1990년에는 91,000명으로 급속히 증가했다.

## 인구
| 연도   | 인구   | ±%     |
| ------ | ------ | ------ |
| 1910   | 16,323 | —      |
| 1930   | 21,377 | +31.0% |
| 1950   | 20,300 | −5.0%  |
| 1965   | 39,630 | +95.2% |
| 1980   | 68,530 | +72.9% |
| 1991   | 87,771 | +28.1% |
| 2001   | 92,791 | +5.7%  |
| 2011   | 91,782 | −1.1%  |
| 2021   | 83,897 | −8.6%  |
| source |        |        |

## 지리와 기후
슬로바키아 북동부 코시체 분지 북쪽 기슭에 위치하며 해발 고도는 250m, 높이는 70.4km2이다. 코시체에서 남쪽으로 34km, 폴란드 국경에서 50km, 브라티슬라바에서 410km 정도 떨어진 곳에 위치한다.
온대에 속하며 대륙성 기후를 띠기 때문에 사계절이 뚜렷한 편이다. 여름은 더운 편이며 겨울은 춥고 눈이 내린다.
| 프레쇼우 (1991년~2020년)의 기후 | 프레쇼우 (1991년~2020년)의 기후 | 프레쇼우 (1991년~2020년)의 기후 | 프레쇼우 (1991년~2020년)의 기후 | 프레쇼우 (1991년~2020년)의 기후 | 프레쇼우 (1991년~2020년)의 기후 | 프레쇼우 (1991년~2020년)의 기후 | 프레쇼우 (1991년~2020년)의 기후 | 프레쇼우 (1991년~2020년)의 기후 | 프레쇼우 (1991년~2020년)의 기후 | 프레쇼우 (1991년~2020년)의 기후 | 프레쇼우 (1991년~2020년)의 기후 | 프레쇼우 (1991년~2020년)의 기후 | 프레쇼우 (1991년~2020년)의 기후 |
| 월                              | 1월                             | 2월                             | 3월                             | 4월                             | 5월                             | 6월                             | 7월                             | 8월                             | 9월                             | 10월                            | 11월                            | 12월                            | 연간                            |
| ------------------------------- | ------------------------------- | ------------------------------- | ------------------------------- | ------------------------------- | ------------------------------- | ------------------------------- | ------------------------------- | ------------------------------- | ------------------------------- | ------------------------------- | ------------------------------- | ------------------------------- | ------------------------------- |
| 역대 최고 기온 °C (°F)          | 11.5 (52.7)                     | 15.5 (59.9)                     | 22.3 (72.1)                     | 27.9 (82.2)                     | 32.3 (90.1)                     | 35.1 (95.2)                     | 36.4 (97.5)                     | 35.2 (95.4)                     | 34.3 (93.7)                     | 25.7 (78.3)                     | 20.7 (69.3)                     | 13.8 (56.8)                     | 36.4 (97.5)                     |
| 일평균 최고 기온 °C (°F)        | 0.2 (32.4)                      | 2.7 (36.9)                      | 8.7 (47.7)                      | 15.6 (60.1)                     | 20.4 (68.7)                     | 23.9 (75.0)                     | 25.7 (78.3)                     | 25.8 (78.4)                     | 20.1 (68.2)                     | 13.8 (56.8)                     | 7.1 (44.8)                      | 1.2 (34.2)                      | 13.8 (56.8)                     |
| 일일 평균 기온 °C (°F)          | −2.6 (27.3)                     | −1.0 (30.2)                     | 3.5 (38.3)                      | 9.6 (49.3)                      | 14.2 (57.6)                     | 17.9 (64.2)                     | 19.4 (66.9)                     | 19.0 (66.2)                     | 13.9 (57.0)                     | 8.7 (47.7)                      | 3.7 (38.7)                      | −1.3 (29.7)                     | 8.8 (47.8)                      |
| 일평균 최저 기온 °C (°F)        | −5.5 (22.1)                     | −4.7 (23.5)                     | −1.2 (29.8)                     | 3.2 (37.8)                      | 7.8 (46.0)                      | 11.7 (53.1)                     | 13.3 (55.9)                     | 12.8 (55.0)                     | 8.6 (47.5)                      | 4.3 (39.7)                      | 0.5 (32.9)                      | −4.0 (24.8)                     | 3.9 (39.0)                      |
| 역대 최저 기온 °C (°F)          | −21.6 (−6.9)                    | −22.7 (−8.9)                    | −18.0 (−0.4)                    | −7.8 (18.0)                     | −7.2 (19.0)                     | 2.8 (37.0)                      | 5.0 (41.0)                      | 4.7 (40.5)                      | −2.3 (27.9)                     | −11.7 (10.9)                    | −14.3 (6.3)                     | −24.8 (−12.6)                   | −24.8 (−12.6)                   |
| 평균 강수량 mm (인치)           | 21.7 (0.85)                     | 24.8 (0.98)                     | 24.1 (0.95)                     | 43.2 (1.70)                     | 82.8 (3.26)                     | 95.0 (3.74)                     | 110.2 (4.34)                    | 76.8 (3.02)                     | 56.7 (2.23)                     | 53.8 (2.12)                     | 33.0 (1.30)                     | 25.9 (1.02)                     | 647.9 (25.51)                   |
| 평균 강수일수 (≥ 1.0 mm)        | 5.8                             | 5.9                             | 5.4                             | 7.5                             | 10.8                            | 10.2                            | 11.6                            | 8.4                             | 7.5                             | 7.9                             | 6.4                             | 6.4                             | 93.9                            |
| 평균 강설일수                   | 12.8                            | 11.1                            | 7.3                             | 1.9                             | 0.0                             | 0.0                             | 0.0                             | 0.0                             | 0.0                             | 0.8                             | 5.0                             | 10.9                            | 49.8                            |
| 평균 상대 습도 (%)              | 84.7                            | 79.9                            | 71.4                            | 64.0                            | 70.3                            | 69.9                            | 70.3                            | 72.0                            | 76.0                            | 80.3                            | 85.6                            | 86.8                            | 75.9                            |
| 평균 월간 일조시간              | 46.0                            | 68.3                            | 132.9                           | 181.5                           | 213.9                           | 219.1                           | 232.8                           | 239.2                           | 167.0                           | 114.0                           | 56.1                            | 35.2                            | 1,706                           |
| 출처: 미국 해양대기청           |                                 |                                 |                                 |                                 |                                 |                                 |                                 |                                 |                                 |                                 |                                 |                                 |                                 |

## 자매 도시
- 이탈리아 브루게리오
- 그리스 케라치니
- 프랑스 라쿠르뇌브
- 헝가리 니레지하저
- 폴란드 노비송치
- 우크라이나 무카체베
- 미국 피츠버그
- 체코 프라하
- 독일 렘샤이트
- 이스라엘 리숀레지온